# رشدي صالح ملحس
رُشْدِي صالح مَلْحَس (1317- 1378 هـ / 1899- 1959 م) أديب وكاتب وباحث جغرافي فلسطيني، ومستشار الملك عبد العزيز آل سعود وموضع ثقته، وقد مُنح الجنسية السعودية.  

## سيرته
وُلد رُشْدِي بن صالح مَلْحَس في نابُلُس بفلسطين، عام 1316هـ/ 1899م. 
عمل في الصِّحافة بدمشق، وعاد إلى نابلس بعد الاحتلال الفرنسي سنة 1920، ثم توجَّه إلى السعودية واستقرَّ في مكة سنة 1926 في إثر دعوة تلقَّاها من صديقه يوسف ياسين رئيس الشعبة السياسية بالديوان الملكي السعودي في الرياض، لتولِّي تحرير صحيفة أم القرى في مكة.
وهو من الشخصيات العربية المثقفة التي استعان بها الملك المؤسس عبد العزيز آل سعود لدعم حركة الصِّحافة والتأليف في المملكة، وصار محلَّ ثقة الملك فعيَّنه نائبًا ليوسف ياسين في الشعبة السياسية، وكان لا يستغني عنه. وممَّا يُروى عن الملك عبد العزيز أنه قال عنه: إني استغني عن أيِّ شخص عندي فأجد من يحلُّ محلَّه إلا رشدي ملحس.

## كتبه وآثاره
1. سيرة الأمير محمد بن عبد الكريم الخطَّابي.
2. معجم منازل الوحي، مخطوط، نُشرت منه عشرة فصول، في مجلة "المنهل".
3. كتاب عن (المعادن)، انتزعه من كتاب كبير له في البلدان لعله "جغرافية البلاد العربية السعودية".
4. معجم البلدان العربية، لعله منزع أيضًا من الكتاب المذكور آنفًا.
5. منازل المعلَّقات، جمع فيه نحو 150 منزلًا، وحقَّق أماكنها المعروفة اليوم.
6. مسافات الطرق في المملكة.
7. تاريخ مكة، للأزرقي، طبعة ثانية نشرها بمكة، ونشر فصولًا من مباحثه في المجلات السعودية.

#### كتب عنه
- رُشْدِي مَلْحَس من نابلس إلى الرياض، تأليف قاسم بن خلف الرويس، دار جداول ببيروت، 2011.
- رشدي صالح ملحس، د. يحيى محمود بن جنيد، مجلة دارة الملك عبد العزيز بالرياض، العددان 3 و4، السنة 24، 1419هـ، ص281- 303.